# Słownik wyrazów obcych i zwrotów obcojęzycznych
Słownik wyrazów obcych i zwrotów obcojęzycznych – słownik napisany przez Władysława Kopalińskiego. Pierwsze wydanie ukazało się w roku 1967. Słownik ukazywał się w masowych nakładach i stał się częścią polskiej tradycji kulturalnej.

## Historia
Pierwsze wydanie ukazało się w roku 1967 i zawierało ok. 20 tys. haseł. Kopaliński w swej pracy koncentrował się na znaczących zagadnieniach kulturowych, stąd w słowniku występuje obficie słownictwo humanistyczne i „kulturowo-cywilizacyjne”. Wiele haseł dotyczy mitycznych postaci, postaci literackich itp. Cytowane są również powiedzenia obcojęzyczne, głównie łacińskie i greckie. Słownik zawiera objaśnienia natury etymologicznej i informacje o funkcjonowaniu wyrazów.